# Eriochloa peruviana
Eriochloa peruviana är en gräsart som beskrevs av Carl Christian Mez. Eriochloa peruviana ingår i släktet Eriochloa och familjen gräs.
Artens utbredningsområde är Peru. Inga underarter finns listade i Catalogue of Life.